# Memnón (Tithónosz fia)

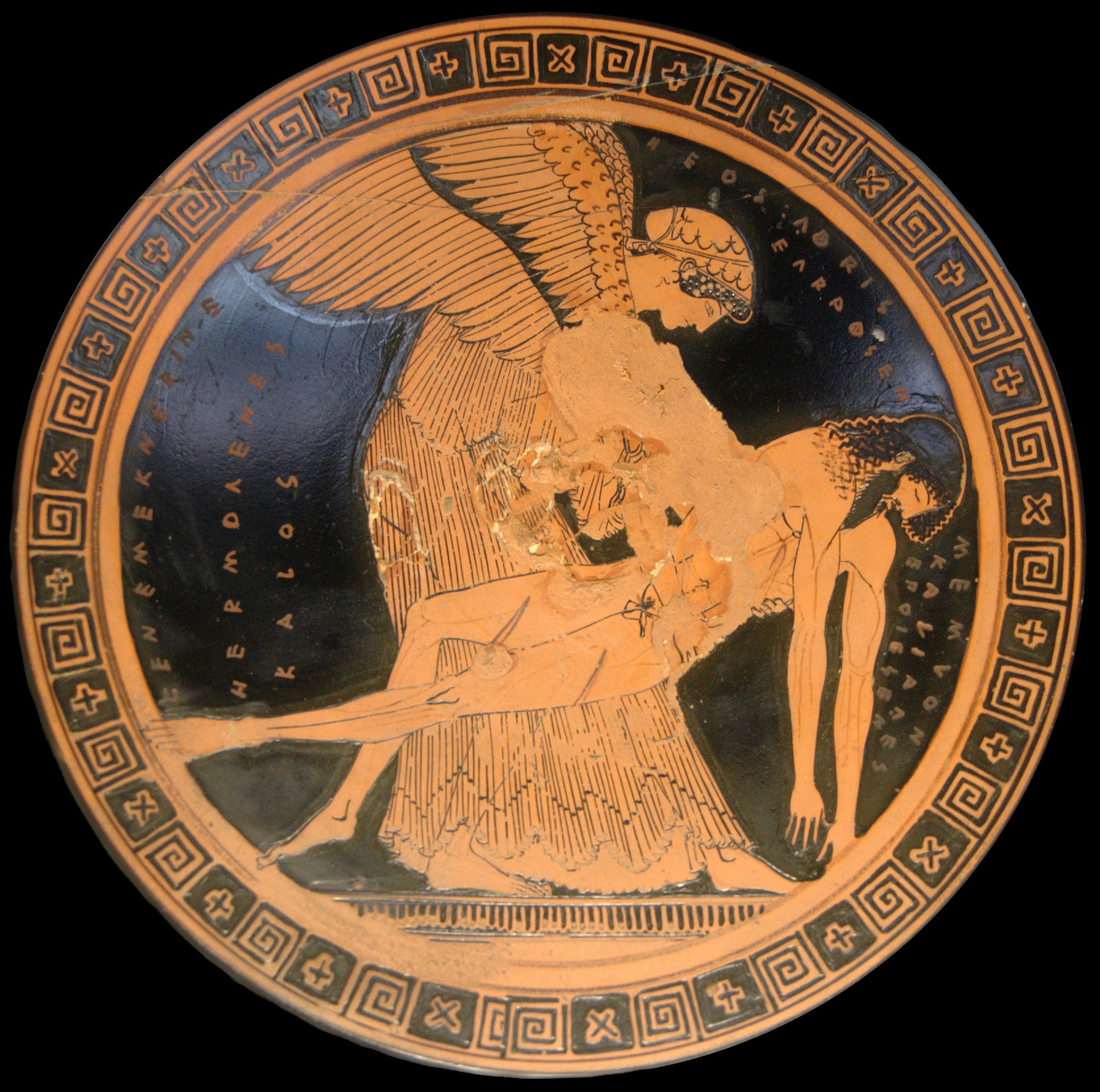
Az úgynevezett Memnón Pieta: Éosz felemeli fia Memnon testét (kb. i.e. 490-480, Capua, Olaszország)

Memnón az aithiopszok királya. Anyja, Éósz, a hajnal istennője, az elrabolt Tithónosztól szülte.

## Története
Priamosz unokatestvéreként részt vett a trójai háborúban, ahol Hektór halála után ő lett a trójai sereg fővezére. Pajzsát Héphaisztosz készítette, anyja kérésére. Több csatát is megvívott a harcokban. Párviadalaiban különböző eredményeken szerepelt. Aiasz és közte eldöntetlen maradt a küzdelem, de leterítette Antilokhoszt, végül elesett Akhilleusz kezétől. Holttestét anyja ragadta ki a csata forgatagából és Hüpnosz segítségével eljuttatta a Boldogok szigetére. A reggeli harmatot Éosz könnyeinek is hívják. A mondák szerint ezekkel siratja fiát.

## Irodalmi feldolgozás
Szerepel Homérosz Iliaszában és egy i. e. 7. századi, azóta elveszett eposz is feldolgozta történetét. Ennek címe Aithiopisz.

## Művészeti alkotásokon
Az ókori vázafestmények általában az Akhileusszal való viadalát, vagy siratását ábrázolják. A Thébánál állt szobrokat, az ún. Memnón-kolosszusokat, amelyek hajnalban zengő hangot hallattak, anyja révén szintén Memnnónhoz kötötték, de azok valójában III. Amenhotep fáraóról készült portrék.